# Raivuna colombonis
Raivuna colombonis är en insektsart som först beskrevs av Matsumura 1940.  Raivuna colombonis ingår i släktet Raivuna och familjen Dictyopharidae. Inga underarter finns listade i Catalogue of Life.